# IC 3466
IC 3466 ist eine Zwerggalaxie vom Hubble-Typ Sm pec im Sternbild Jungfrau am Nordsternhimmel. Sie ist schätzungsweise 38 Millionen Lichtjahre von der Milchstraße entfernt.
Das Objekt wurde am 10. Mai 1904 vom US-amerikanischen Astronomen Royal Harwood Frost entdeckt.